# 磨制石器

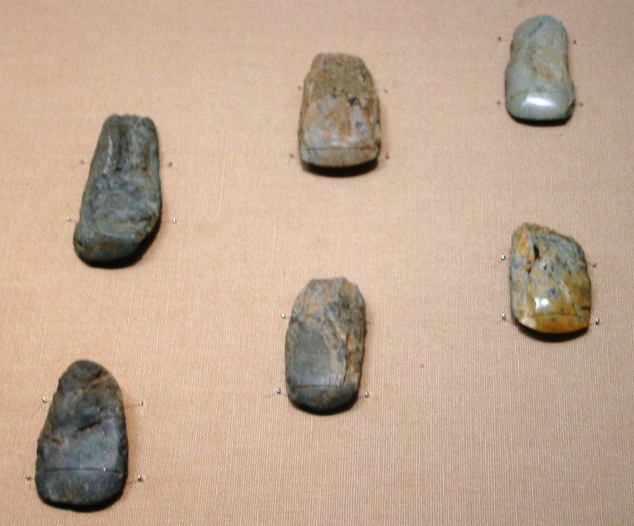
日本長野市出土的磨光石斧，时代约为前30000年，旧石器时代晚期，繩文時代之前。

磨制石器在考古学中指表面部分或全部经过人工研磨加工而成的石器，是古代人类在石器时代使用的一种工具。表面全部被研磨光滑者称为磨光石器。
磨制石器比打製石器 （页面存档备份，存于）先进，